# 12è Festival Internacional de Cinema de Moscou
El 12è Festival Internacional de Cinema de Moscou es va celebrar entre el 7 i el 21 de juliol de 1981. Els Premis d'Or foren atorgats a la pel·lícula brasilera O Homem que Virou Suco de João Batista de Andrade, la pel·lícula vietnamita Cánh đồng hoang de Nguyen Hong Shen i la coproducció soviètico-franco-suïssa Teheran 43 d'Aleksandr Alov i Vladimir Naumov.

## Jurat
- Stanislav Rostotski (URSS – President del jurat)
- Juan Antonio Bardem (Espanya)
- Basu Bhattacharya (Índia)
- Jerzy Hoffman (Polònia)
- Jacques Duqeau-Rupp (França)
- Bata Živojinović (Iugoslàvia)
- Komaki Kurihara (Japó)
- Jay Leyda (EUA)
- Miguel Littín (Xile)
- László Lugossy (Hongria)
- Nelson Pereira dos Santos (Brasil)
- Gian Luigi Rondi (Itàlia)
- Oljas Suleimènov (URSS)
- Med Hondo (Mauritània)
- Liudmila Txursina (URSS)

## Pel·lícules en competició
Les següents pel·lícules foren seleccionades per la competició:
| Títol original                       | Director(s)                     | País de producció              |
| ------------------------------------ | ------------------------------- | ------------------------------ |
| Ali au pays des mirages              | Ahmed Rachedi                   | Algèria                        |
| Al Qadisiyya                         | Salah Abu Seif                  | Iraq                           |
| Jeppe på bjerget                     | Kaspar Rostrup                  | Dinamarca                      |
| Lumina palidă a durerii              | Iulian Mihu                     | Romania                        |
| Der Bockerer                         | Franz Antel                     | Àustria, RFA                   |
| Brothers and Sisters                 | Richard Woolley                 | Regne Unit                     |
| Ideiglenes paradicsom                | András Kovács                   | Hongria                        |
| O Homem que Virou Suco               | João Batista de Andrade         | Brasil                         |
| Gary Cooper, que estás en los cielos | Pilar Miró                      | Espanya                        |
| Derevo Dzhamal                       | Khodzha Kuli Narliyev           | Unió Soviètica                 |
| Diva                                 | Jean-Jacques Beineix            | França                         |
| Razza selvaggia                      | Pasquale Squitieri              | Itàlia                         |
| For Freedom!                         | Ola Balogun                     | Nigèria, Regne Unit            |
| Yo Ho Ho                             | Zako Heskiya                    | Bulgària                       |
| Fasl-e khoon                         | Habib Kavosh                    | Iran                           |
| Doro no kawa                         | Kōhei Oguri                     | Japó                           |
| Belønningen                          | Bjørn Lien                      | Noruega                        |
| Notre fille                          | Daniel Kamwa                    | Camerun, França                |
| Unser kurzes Leben                   | Lothar Warneke                  | RDA                            |
| Kalyug                               | Shyam Benegal                   | Índia                          |
| Ćma                                  | Tomasz Zygadło                  | Polònia                        |
| Yö meren rannalla                    | Erkko Kivikoski                 | Finlàndia                      |
| Cánh đồng hoang                      | Nguyễn Hồng Sến                 | Vietnam                        |
| Guardafronteras                      | Octavio Cortázar                | Cuba                           |
| Sentimental (requiem para un amigo)  | Sergio Renán                    | Argentina                      |
| Sezona mira u Parizu                 | Predrag Golubović               | Iugoslàvia, França             |
| De Pretenders                        | Jos Stelling                    | Països Baixos                  |
| La seducción                         | Arturo Ripstein                 | Mèxic                          |
| Escape to Victory                    | John Huston                     | Estats Units                   |
| Bikaya suar                          | Nabil Maleh                     | Síria                          |
| Tegeran 43                           | Aleksandr Alov, Vladimir Naumov | Unió Soviètica, França, Suïssa |
| Trokadero                            | Klaus Emmerich                  | RFA, Àustria                   |
| Au revoir... à lundi                 | Maurice Dugowson                | Canadà, França                 |
| Manhã Submersa                       | Lauro António                   | Portugal                       |
| Pictures                             | Michael Black                   | Nova Zelanda                   |
| Khatan-Bator                         | G. Jigjidsuren                  | Mongòlia                       |
| Sällskapsresan                       | Lasse Åberg                     | Suècia                         |
| O anthropos me to garyfallo          | Nikos Tzimas                    | Grècia                         |
| Ta chvíle, ten okamžik               | Jiří Sequens                    | Txèquia                        |
| El caso Huayanay                     | Federico García                 | Perú                           |

## Premis
- Premis d'Or:
  - O Homem que Virou Suco de João Batista de Andrade
  - Cánh đồng hoang de Nguyen Hong Shen
  - Teheran 43 d'Aleksandr Alov, Vladimir Naumov
- Premis d'Argent:
  - Ideiglenes paradicsom d'András Kovács
  - Belønningen de Bjørn Lien
  - Doro no kawa de Kōhei Oguri
- Premis d'Argent:
  - Ali au pays des mirages d'Ahmed Rachedi
  - Yo Ho Ho de Zako Heskiya
  - Ta chvíle, ten okamžik de Jiří Sequens
  - Sezona mira u Parizu de Predrag Golubović
- Premis:
  - Millor Actor: Karl Merkatz per Der Bockerer
  - Millor Actor: Tito Junco per Guardafronteras
  - Millor Actor: Roman Wilhelmi per Ćma
  - Millor Actriu: Mercedes Sampietro per Gary Cooper, que estás en los cielos
  - Millor Actriu: Maya-Gozel Aimedova per Derevo Dzhamal
- Diplomes especials:
  - O anthropos me to garyfallo de Nikos Tzimas
  - El caso Huayanay de Federico García
  - Manhã Submersa de Lauro António
  - Lumina palidă a durerii de Iulian Mihu
  - Yö meren rannalla de Erkko Kivikoski
- Diploma:
  - Jove Actor: Viktor Txutxkov per Yo Ho Ho
- Premi FIPRESCI: Cánh đồng hoang de Nguyen Hong Shen